# Gare de Hanweiler-Bad Rilchingen
 (novembre 2018).
Si vous disposez d'ouvrages ou d'articles de référence ou si vous connaissez des sites web de qualité traitant du thème abordé ici, merci de compléter l'article en donnant les références utiles à sa vérifiabilité et en les liant à la section « Notes et références ».
La gare de Hanweiler-Bad Rilchingen est une gare ferroviaire allemande de la ligne de Sarreguemines vers Sarrebruck. Elle est située sur le territoire de la commune de Kleinblittersdorf, dépendant de l'ortsteil de Rilchingen-Hanweiler, dans le land de la Sarre.
C'est l'une des trois gares de la commune, avec les arrêts de Auersmacher et Kleinblittersdorf. Elle appartient à la catégorie 6 des gares allemandes et est composée de deux voies. Depuis 2004, la gare n'est plus desservie que par le tram-train Saarbahn.

## Situation ferroviaire
Établie à mètres d'altitude, la gare de Hanweiler-Bad Rilchingen est située au point kilométrique (PK) 16,0 de la ligne de Sarrebruck à Sarreguemines, entre la gare allemande de Kleinblittersdorf et la frontière, située au centre du pont sur la Sarre, où la jonction est assurée avec la ligne française de Sarreguemines vers Sarrebruck pour rejoindre la gare de Sarreguemines.

## Histoire
La construction d'un itinéraire reliant Sarreguemines à Sarrebruck en passant par Kleinblittersdorf est décidée par une loi du ministère prussien datant du 9 mars 1867 et par un traité entre la Prusse et la France. La construction commencée en 1867 se termine en 1869. Le nom de la gare Hanweiler-Bad Rilchingen est établi le 1er juillet 1932, en références aux thermes de la commune.
Le bâtiment voyageurs actuel de la gare de Hanweiler-Bad Rilchingen a été construit en 1938 et une extension, aujourd'hui devenue un restaurant, a eu lieu dans les années 1950.
Le 20 juin 1960, la ligne de Sarrebruck à Sarreguemines est l'une des premières de la Sarre à être électrifiée sur le tracé situé entre la gare centrale de Sarrebruck et la gare de Brebach. La section située entre Brebach et la frontière à Hanweiler-Bad Rilchingen est électrifiée le 11 septembre 1981. À partir de septembre 1983, la ligne est électrifiée jusqu'à la gare de Sarreguemines.
En 1997, est introduit le système de tram-train Saarbahn reliant Sarreguemines à Sarrebruck. À cette occasion la gare de Hanweiler-Bad Rilchingen prend le nom plus court de Hanweiler sur les plans de la Saarbahn.

## Service des voyageurs

### Desserte
La gare est desservie par la ligne 1 du tram-train Saarbahn toutes les 30 minutes en journée en direction du centre-ville de Sarrebruck ainsi qu'à Riegelsberg, Heusweiler et Lebach entre autres. Toutes les 30 ou 60 minutes le tram-train se rend à la gare de Sarreguemines en France. En période scolaire, pendant le temps de midi, la fréquence est de 15 minutes.